# X. Benedek (ellenpápa)
X. Benedek (? – 1073 után) néven lépett fel a történelem 17. ellenpápája. Az egyház berkeiben egyébként rendes klerikusként ismerték, azonban közismert volt róla, hogy ellenzi a IX. Leó pápa által megindított reformokat, és közel állt a német-római császárok ellen küzdő tusculumi grófokhoz. Ennek szinte egyenes következménye volt betöltött szerepe.
Eredetileg Giovanni Mincio néven látta meg a napvilágot Rómában. Családi hátteréről és korábbi életéről nem sokat lehet tudni. A történelem lapjain Velletri püspökeként szerepel először. A reformellenző főpap érdekei találkoztak a Tusculumi ház érdekeivel, mindketten véget akartak vetni a megelőző évekre jellemző egyházirányításnak. A grófokat politikai érdekek, a püspököt pedig inkább konzervatív érdekek vezették. 

Ezért, amikor 1058. március 29-én meghalt IX. (X.) István pápa elérkezettnek látták az időt, és a grófok nyomására az összeült pápaválasztó zsinat Rómában Benedeket választotta meg egyházfőnek. A választást az egyház majdnem minden főpapja elítélte, és érvénytelennek bélyegezte meg, hiszen az eredményt egyrészt csalással állapították meg, másrészt több szavazót is lefizettek. Az ellenkező papságnak pedig menekülnie kellett az örök városból, és már az sem számított, hogy István utolsó akaratát sem tartották be. Az elhunyt pápa sejtette az eljövendő zűrzavart, és meghagyta egyházának, hogy helyét csak akkor töltsék be, amikor Hildebrand bíboros visszaérkezik a császári udvarból.
Ebből az üzenetből is érezhető, hogy Benedek legnagyobb ellenfele Hildebrand volt, akinek nagy szerepe volt a reformok elindításában. Amikor a nagy befolyású bíboros Németországból Itália felé vette az irányt, meghallotta a Rómában történteket. Hildebrand visszatért a császári udvarba, és megszerezte Ágnes császárné és régensnő, valamint a Toszkána-Lotaringiai herceg támogatását, hogy a pápaválasztásra jogosult klérus megválassza Firenze érsekét, Burgundiai Gèrardot az egyház vezetőjének. Így a bíboros 1058 decemberében Siena városába hívta a Benedek uralmát ellenző papságot, és ott hivatalosan is megválasztották Gèrardot a katolikus egyház élére, aki felvette a II. Miklós pápa nevet.
Miklós erős támogató hadakkal vonult Róma felé, és útközben tartotta meg Sutriban azt a zsinatot, amelyen megfosztotta Benedeket trónjától és kiközösítette őt az egyházból. Az egyesült császári hadak ellenőrzésük alá vonták Rómát, így Benedeknek menekülnie kellett a tusculumi grófok birtokain álló Galeria várába.

Amikor Miklós megérkezett az örök városba, szinte azonnal sereget toborzott az erős falak mögé rejtőzött ellenpápa és támogatói ellen. Még a normannokkal is szövetséget kötött, és így indult meg Itália déli tartományai felé. 1059 elején Campagna közelében nagy csatát vívtak, és mégsem sikerült elérni a kellő eredményt, de az év során a pápai hadak elfoglalták Praenestét, Tusculumot, Numentanumot, és még ebben az évben nekiláttak Galeria ostromának. A szilárd alapokra épített erőd feltörése közel egy évig húzódott. 

Végül 1060 első felében sikerült betörni Galeriába, és Benedeket Rómába hurcolták, ahol hivatalosan is megfosztották pápai rangjától, majd eredetileg szabadon engedték.
Benedek családi birtokaira vonult vissza, de Hildebrand nem kegyelmezett neki, és 1060-ban a Szent Ágnes kolostorba záratta az ellenpápát. A krónikák szerint Benedek itt lelte halálát valamikor 1073 után.

A tusculumi támogatással hatalomra jutott ellenpápa fellépésének köszönhetően Miklós 1059 húsvétján, a Lateránban összehívott zsinaton megváltoztatta a pápaválasztás szabályait.